# Corde (gymnastique)
Pour les articles homonymes, voir Corde.
 (mars 2023).
Si vous disposez d'ouvrages ou d'articles de référence ou si vous connaissez des sites web de qualité traitant du thème abordé ici, merci de compléter l'article en donnant les références utiles à sa vérifiabilité et en les liant à la section « Notes et références ».

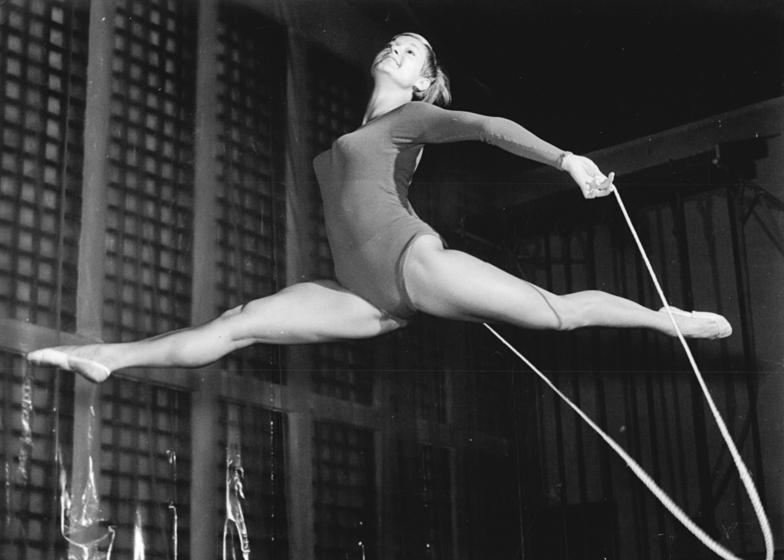
L'Allemande Irene Binder en saut à la corde, 1967.

La corde est un engin de gymnastique rythmique.
Elle ne possède pas de poignée, mais la gymnaste a la possibilité de faire un ou deux nœuds à chaque extrémité.
La corde permet à la gymnaste de montrer son dynamisme et son endurance. L'élément corporel dominant doit être le saut.
La corde est un engin très intéressant car elle permet beaucoup d'originalité dans les manipulations, mais elle est cependant plus fatigante et physique que les autres engins, car il faut être dynamique et tout le temps en mouvement.

## Caractéristiques
- Longueur : adaptée à la morphologie de la gymnaste.
- Poids : libre.
- Matière : chanvre ou matière synthétique.